# Gastrotheca walkeri
Gastrotheca walkeri (tên tiếng Anh: Rana Marsupial Cornuda) là một loài ếch trong họ Hemiphractidae. Chúng là loài đặc hữu của Venezuela.
Các môi trường sống tự nhiên của chúng là các khu rừng ẩm ướt đất thấp nhiệt đới hoặc cận nhiệt đới và các khu rừng vùng núi ẩm nhiệt đới hoặc cận nhiệt đới.